# کاسه آتشفشانی (فیلم)
«کاسه آتشفشانی» (انگلیسی: Caldera (film)) یک فیلم است که در سال ۲۰۱۲ منتشر شد.